# Hyperpérion
L'hyperpère (grec : νόμισμα ὑπέρπυρον (nomisma hyperpyrion), litt : monnaie très raffinée) est une pièce de monnaie byzantine créée sous l'empereur Alexis Ier Comnène en 1092, pour remplacer le nomisma, version grecque de l’ancien solidus romain. L'hyperpère avait une teneur d’or élevée (généralement 900/1000 à 950/1000, soit 21,6 à 22,8 carats, d'où son nom) et pesait de 4,45 à 4,48 grammes. Elle sera utilisée, soit comme pièce de monnaie jusque vers 1367, alors qu’on verra un retour aux seules monnaies d’argent et de bronze, soit comme unité de compte virtuelle jusqu’à la chute de l’Empire byzantin en 1453.

## Contexte
Le système monétaire de l’Empire byzantin était à l’origine basé sur le « solidus » d’or crée sous Constantin le Grand (r. 306 – 337), pesant 4,55 grammes et avait une teneur d’or de 24 carats (1/72e de la livre romaine). Ce nouveau système sombra à son tour au début du Ve siècle lors des invasions barbares et dut être réformé par l’empereur Anastase Ier (r. 491 – 518). Progressivement le terme latin « solidus » fut remplacé par son équivalent grec, le « nomisma ».
Jusqu’au début du XIe siècle le nomisma demeurera d’une relative pureté, son contenu en or variant entre 23 et 23,5 carats. À partir de l’empereur Michel IV (r. 1034 – 1041) on assista à une dévaluation progressive de la valeur de la monnaie byzantine par l’affaiblissement de son contenu en or. D’abord lente, cette dévaluation s’accéléra progressivement. D’une pureté de 21 carats (87,5% pur) sous Constantin IX (r. 1042-1055), on passa à 18 carats (75% pur) sous Constantin X (r. 1059-1067), à 16 carats (66,7% pur) sous Romain IV (r. 1068-1071), à 14 carats (58% pur) sous Michel VII (r. 1071-1078), à 8 carats (33 % pur) sous Nicéphore III (r. 1078-1081) et de 8 carats à près de 0 durant la première partie du règne d’Alexis Ier (r. 1081-1118).

## La réforme d’AlexisIer
Lorsque ce dernier prit le pouvoir en 1081, les finances de l’État étaient dans un complet désordre. L’empereur dut d’abord déprécier la valeur du nomisma pour payer l’armée levée pour faire face à Robert Guiscard en 1082. Les dévaluations successives sous ses prédécesseurs s’étaient accompagnées d’une hausse des prix telle qu’elle avait valu à Michel VII (r. 1071 – 1078) le surnom de Parapinakès  parce que sous son règne le nomisma n’achetait plus qu’un modios de blé, moins un pinakion (1/4 de modios) .
En 1092, tirant parti du répit que lui laissait la guerre contre les Seldjoukides, Alexis profita du couronnement de son fils Jean pour célébrer l’évènement en remplaçant l’ancien système monétaire basé sur le nomisma par un nouveau système basé sur l’ « hyperpère » (en grec hyperpyron, signifiant « hyper-raffiné »). Le système permit de rétablir une équivalence claire entre les différentes pièces de monnaie dont l’enchevêtrement avait créé le chaos dans le système fiscal. 
L’hyperpère demeura une pièce d’or d’un poids qui s’approchait de celui de l’ancien solidus, et son contenu en or fut rehaussé à 20,5 carats (20,5 carats pour 4,1 gramme, comparé à 24 / 4,8 grammes pour le solidus) la différence s’expliquant par la nécessité de recycler les anciennes pièces de monnaie,. On introduisit des alliages pour remplacer les pièces d’argent. L’ancien millaresion fut remplacé par deux pièces faites d’alliage : l’aspre trachy, fait d’électrum (alliage d’or et d’argent), et le stamenon, fait de billon (alliage d'argent et de cuivre),. 
Selon Michael Hendy, « la réforme du système monétaire par Alexis en 1092 se voulait et réussit à produire une reconstitution du système monétaire sur une base entièrement nouvelle […] Seule la réforme de Dioclétien avait été d’une telle ampleur ». 
Ceci lui permit de procéder à une réforme du système de fiscalité pour l’adapter au nouveau système monétaire, faisant quadrupler la rentrée des impôts.
Le système monétaire, qui devait durer jusqu’au début du XIVe siècle, se présentait donc ainsi :
- Hyperpère ; or (85%)

- Aspre trachy ; electrum ; valeur = 1/3 d’hyperpère

- Stamenon ou aspre trachy ; billon ; valeur = 1/48 d’hyperpère

- Tetarteron ; cuivre ; valeur=1/864 d’hyperpère.

## Au cours des siècles suivants
Au fil des années, l’hyperpère subit des dévaluations progressives. Durant la période nicéenne, son aloi en or devait tomber à 18 carats, puis à 15 sous Michel VIII Paléologue (r. 1259-1282) et à 12 carats sous son fils, Andronic II Paléologue (r. 1282-1328). Durant cette même période, la qualité des pièces déclina de telle sorte qu’au cours du XIVe siècle, le poids des pièces était loin d’être uniforme. Les derniers hyperpères, et donc les dernières pièces d’or byzantines, furent frappés sous l’empereur Jean VI Cantacuzène (r. 1347-1354) alors qu’on se tourna vers un système basé sur l’argent. Le nom d’hyperpère fut toutefois conservé, mais uniquement comme monnaie de référence, dont la valeur était de 24 keratia ,. 
De 1367 à la chute de l’Empire byzantin en 1453, le système monétaire prendra la forme suivante : 
- Hyperpère (maintenant devenue une simple unité de compte)

- Stavraton ; argent ; valeur = ½ hyperpère

- Demi-stavraton ; argent ; valeur = ¼ d’hyperpère

- Aspre (Doucatopoulon/duchatelo) ; argent ; valeur = 1/16 d’hyperpère

- Tournesion ; cuivre ; valeur = 1/192 d’hyperpère

- Follaro ; cuivre

## Ailleurs en Europe
Le terme « hyperpère » sera adopté sous diverses formes par différents États d’Europe (en latin : perperum, en italien : perpero) et des Balkans (perpera à Raguse, perper en Serbie et au Monténégro, etc.) soit pour désigner différentes pièces de monnaie, généralement d’argent, soit comme unités de compte. En Europe de l’Ouest l’hyperpère sera fréquemment appelé bezant, en particulier par les marchands italiens.